# El Perú (libro)
El Perú: itinerarios de viajes es el título de un extenso libro sobre la historia natural del Perú escrito por el geógrafo y científico italiano Antonio Raimondi en la segunda mitad del siglo XIX.
El trabajo fue elaborado a partir de las amplias y detalladas notas que tomó Raimondi, mientras recorría el país, el estudio de la geografía, la geología, la meteorología, la botánica, la zoología, la etnografía y arqueología del Perú; se centra en cierta medida en cada uno de estos temas y otros. El primer volumen se publicó en 1874, varios volúmenes y notas fueron publicados antes de la muerte de Raimondi y también póstumamente, el último se publicó en 1913, en total cinco volúmenes. Los volúmenes  forman uno de los primeros y más amplios estudios de evaluación científica del patrimonio natural y cultural del Perú. Cabe resaltar que fue una de las primeras exploraciones financiadas por el Gobierno del Perú. 